# Змарджасси, Габриеле
Габрие́ле Змарджа́сси (итал. Gabriele Smargiassi; 22 июля 1798, Васто, Неаполитанское королевство — 12 мая 1882, Неаполь, Королевство Италия) — итальянский живописец, писавший картины в стиле романтизма. Представитель позилипской школы.

## Биография

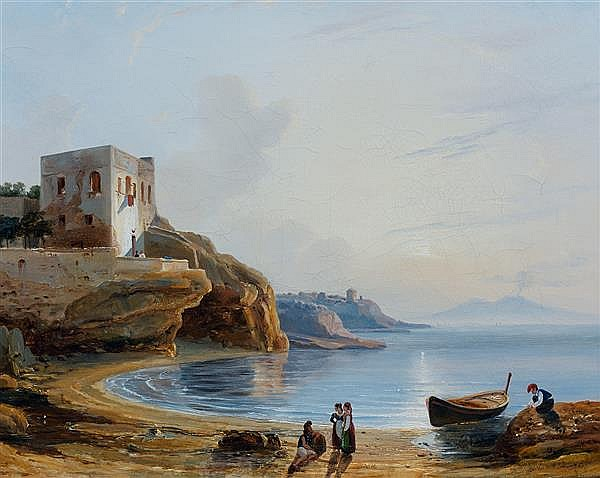
«Неаполитанский пейзаж» (1830). Холст, масло. Частная коллекция, Париж

Родился в Васто 22 июля 1798 года. Обучался живописи в Институте изящных искусств (ныне Академия изящных искусств) в Неаполе, где учился у Джузеппе Каммарано и Антона Сминк ван Питлоо.
В 1824—1828 годах жил и обучался в  Риме. В 1827—1837 годах жил в Париже, где пользовался покровительством королевы Марии Амалии и преподавал живопись детям королевской четы. В это время Змарджасси познакомился с живописной техникой коллег-французов, оказавшей влияние на его последующее творчество.
В 1837 году он вернулся в Неаполь и получил место преподавателя пейзажа в альма-матер. Картины самого художника оказали сильное влияние на творчество Николы Палицци, Дженнаро делла Моники, Чезаре Увы. Среди учеников Змарджасси были Джузеппе Де Ниттис и Альфонсо Симонетти.
Один из ярких представителей позилипской школы, к концу жизни он утратил интерес к своим работам со стороны публики и критики. Его стиль был признан устаревшим. Умер в Неаполе 12 мая 1882 года.